# Hôtel des Anglais
L'hôtel des Anglais était un hôtel de luxe situé sur la promenade des Anglais à Nice. Achevé en 1862, de style colonial, il est détruit en 1909, remplacé à partir de 1913 par l'hôtel Ruhl puis par l'hôtel Méridien dans les années 1970.